# کوردون (سرزمین آلتای)
کوردون (به لاتین: Kordon) یک منطقهٔ مسکونی در روسیه است که در سرزمین آلتای واقع شده‌است.